# 플람스어 공동체

플람스어 공동체의 기

플람스어 공동체의 문장

'으로 표시된 부분이 플람스어 공동체

플람스어 공동체(네덜란드어: Vlaamse Gemeenschap, 프랑스어: Communauté flamande, 독일어: Flämische Gemeinschaft)는 벨기에의 언어 공동체 가운데 하나로 프랑스어 공동체, 독일어 공동체와 함께 벨기에를 구성하는 세 개의 언어 공동체 가운데 하나이다. 공용어는 네덜란드어이며 공동체의 날은 7월 11일이다.
1980년 행정 구역 개편 당시에 신설되었으며 행정 중심지는 브뤼셀이다. 브뤼셀 수도 지역을 포함하며 독자적인 의회와 정부, 행정 기관을 두고 있다.

## 공동체 정보
- 국가: 벨기에
- 설치: 1980년
- 행정 중심지: 브뤼셀
- 공용어: 네덜란드어
- 공동체의 날: 7월 11일